# 1er juillet dans les chemins de fer
1er juin 1er août
Chronologies thématiques
- Croisades
- Sports
- Disney

Cette page concerne les événements qui se sont déroulés un 1er juillet dans les chemins de fer.

## Événements

### XIXesiècle
- 1879 : en Italie, ouverture de la ligne Rome-Pescara passant par Tivoli.

### XXesiècle
- 1922 : aux États-Unis, une grève générale des cheminots, due à l'annonce d'une baisse de leurs salaires, débute et dure tout l'été, paralysant les trois quarts du transport ferroviaire du pays.
- 1965 : en Chine, début des travaux de la première ligne du métro de Pékin.
- 1968 : en France, dans le Rhône, le déraillement de l'express Paris - Marseille près de Lyon fait 7 morts et 76 blessés[1].
- 1999 : au Canada, la compagnie Canadien National acquiert la compagnie américaine Illinois Central Corporation.

### XXIesiècle
- 2000 : entre le Danemark et la Suède, inauguration du lien fixe de l'Oresund. Long de 16 km, cet ouvrage mixte rail-route combine un pont de 8 km, un tunnel de 3,5 km et une île artificielle de 4 km.
- 2004 : en Irlande, ouverture de la ligne du Luas à Dublin. Cette ouverture marque le retour du tramway dans cette ville après 45 ans d'absence. Elle est exploitée par Connex à l'aide de trams Citadis d'Alstom.
- 2006 : en Chine, inauguration par le président Hu Jintao de la ligne Qinghai - Lhassa, permettant de relier le Tibet au reste du pays. Cette ligne culmine à 5072 mètres d'altitude, ce qui en fait la ligne la plus haute au monde. Les voitures voyageurs ont d'ailleurs été pressurisées pour résister à ces altitudes.
- 2006 : en Chine, inauguration de la nouvelle gare de Shanghai-Sud. Cette gare, qui a comme particularité d'être la première gare circulaire au monde, devrait pouvoir accueillir 16 000 personnes à la fois.
- 2008 : en Nouvelle-Zélande, rachat par le gouvernement Néozélandais des activités ferroviaires et  ferry de Toll Rail afin de créer une société publique de chemin de fer.

## Anniversaires

### Naissances
- 1781 : en France : Nicolas Koechlin[2], à Wesserling. Il sera un pionnier des chemins de fer dans l'Est de la France († 15 juillet 1852).